# Tuakdale
Tuakdale ist ein indonesischer Ort im Regierungsbezirk Kupang (Provinz Ost-Nusa Tenggara). Er liegt nahe der Südwestküste der Insel Timor, in Nachbarschaft einer Lagune. Die Provinzhauptstadt Kupang ist etwa 20 km entfernt.